# يون كيون سانغ
يون كيون سانغ هو ممثل كوري جنوبي ولد في يوم 31 مارس 1987 في جوانجو. بدأ التمثيل في سنة 2012، ومثل في مسلسل بينوكيو والتنانين الطائرة الستة والأطباء والمتمرد وصف أكاذيب.

## فيلموغرافيا

### مسلسلات تلفزيونية
- صف الأكاذيب (بدور: كي مو هيوك / كي كانغ جاي)
- بينوكيو (بدور: كي جاي ميونغ)

### سلسلة ويب
| عام  | عنوان   | الدور  | الشبكة | مراجع |
| ---- | ------- | ------ | ------ | ----- |
| 2022 | قصر روز | مين-سو | تيفينج | [ 3 ] |

## روابط خارجية
- يون كيون سانغ على موقع IMDb (الإنجليزية)
- يون كيون سانغ على موقع قاعدة بيانات الفيلم (الإنجليزية)
- يون كيون سانغ على موقع كينوبويسك (الروسية)